# 宮脇昭
宮脇 昭（みやわき あきら、1928年（昭和3年）1月29日 - 2021年（令和3年）7月16日）は、日本の生態学者、横浜国立大学名誉教授。地球環境戦略研究機関国際生態学センター長。元国際生態学会会長。
岡山県川上郡成羽町（現・高梁市成羽町）出身。岡山県立新見農林学校（現・岡山県立新見高等学校）卒業を経て、広島文理科大学生物学科卒業。児童文学者の宮脇紀雄は兄。

## 人物・来歴

宮脇が「混植・密植型植樹」として提唱する鎮守の森（丹波篠山市）

国内外で土地本来の潜在自然植生の木群を中心に、その森を構成している多数の種類の樹種を混ぜて植樹する「混植・密植型植樹」を提唱し活動している。
「日本の常緑広葉樹を主とする照葉樹林帯では土地本来の森は0.06%しか残っていない。ほとんど人間が手を入れて二次林や人工的で単一樹種の画一樹林にしてしまった。これが台風や地震、洪水などの際の自然災害の揺り戻し（2次災害）が起こる諸悪の根源である。その土地本来の潜在植生は、「鎮守の森」を調べればわかる。大抵、シイ、タブノキ、カシ類の木々が茂っているはずだ。」と言う。
とくに、「スギやヒノキ、カラマツ、マツなどの針葉樹林は、人間が材木を生産するため人工的に造林したもので、人が手を入れ続けなければ維持できない。本来の植生は内陸部ではシラカシなどの常緑広葉樹、海岸部はタブノキ、シイ等のいずれも照葉樹林が本来の姿である。現在の針葉樹では20年に一回の伐採と3年に一回の下草刈りが前提で、それをやらないと維持できない偽物の森である。マツにしても、元々条件の悪い山頂部などに限定して生えていただけのものを人間が広げてしまったのだからマツクイムシの大発生は自然の摂理である。その土地本来の森であれば、火事や地震などの自然災害にも耐えられる能力を持つが、人工的な森では耐えられない。手入れの行き届かない人工的な森は元に戻すのが一番であり、そのためには200年間は森に人間が変な手を加えないこと。200年で元に戻る」と主張している。門下生として、藤原一繪、大野啓一、中村幸人、鈴木伸一などの生態学者を生み出している。

### 活動

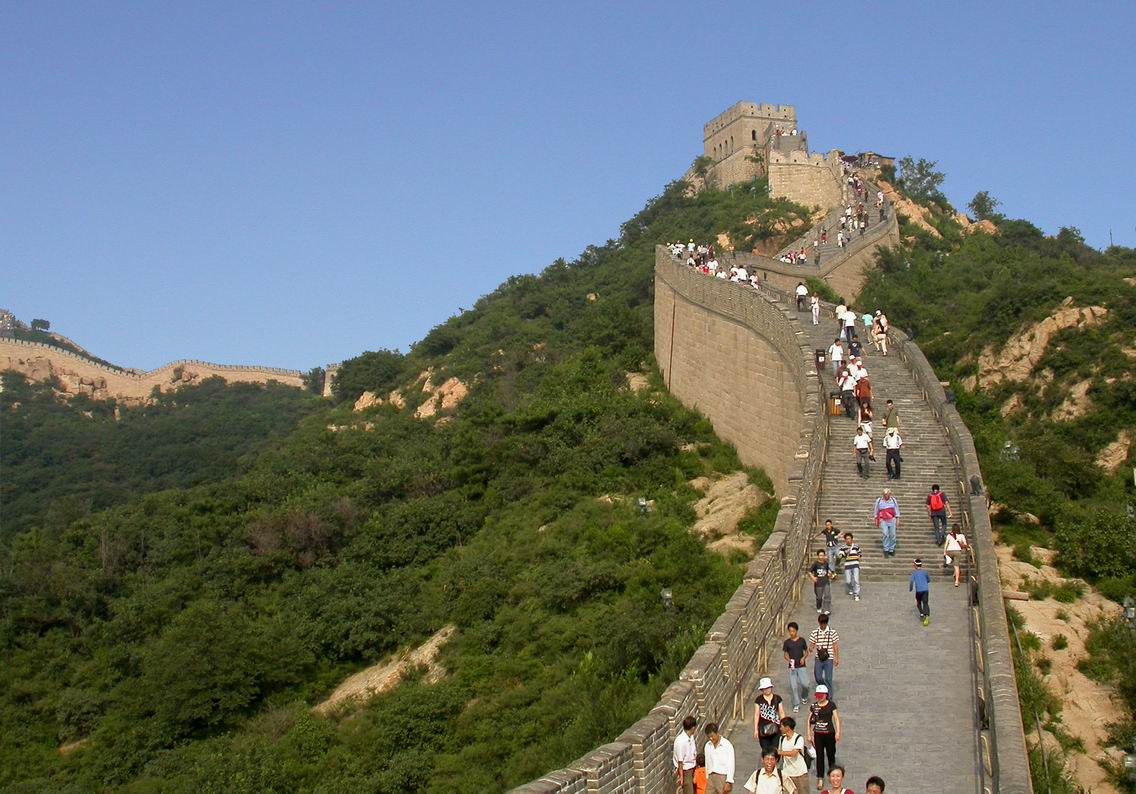
万里の長城の宮脇プロジェクトで植えられた森

1970年、後に「宮脇方式」と呼ばれる、土地本来の植生をポット苗を用いて植える方法による環境保全林造りを初めて新日本製鐵大分製鐵所で行う。この森造りの成功によって、企業や地方自治体など宮脇方式を取り入れた森造りが盛んになった。
1980年から約10年かけて日本全国を巡り、潜在的な自然植生を調査し『日本植生誌（全10巻、至文堂）』にまとめた。
1990年から国外において、熱帯雨林再生プロジェクトに参加する。マレーシアでは、根が充満したポット苗を植樹する方法で、再生不可能とまでいわれている熱帯雨林の再生に成功する。1998年からは、中国の万里の長城でモウコナラの植樹を行うプロジェクトを進めている。
2000年代後半ごろから、潜在自然植生論に一定の成果が見られるようになると、自然林と二次林の違い、長所、共存といった総合的な研究が求められるようになった。また、横浜国立大学のキャンパスには宮脇が設計した森林が広がっている。
また、神奈川県にある湘南国際村では、市民と企業と行政が一緒に行う協働参加型の森づくり「めぐりの森」の指導にあたっている。これは、市民と企業と行政が共に行なう協働参加型の森づくりで、神奈川県のコア事業である。土地本来の木を中心に多様な樹種の苗木を植えることで、成長が早く、病虫や雨風に強い森づくり目指すものである。植樹祭は2009年以降毎年行われており、歌舞伎役者の市川海老蔵や、日本テレビの鈴江奈々アナウンサーなども参加している。
2012年6月、テレビ神奈川（tvk）社会福祉法人「進和学園」の協力による大型プロジェクト「どんぐりドリーム大作戦」を開始した。神奈川県内の「どんぐり」を拾い約3年間をかけて苗を育てた後、植樹を行う。同局の各番組内で紹介され、今後も継続的に活動を行っていく。
現在「めぐりの森」では、宮脇式をリノベーションし、「生態系機能回復式　植生復元」により　森づくりが引き継がれている。これは、従来マウンド作りに大型重機が使用させず、従前の施工費を50〜70%カットすることで持続可能性を増した上で、自然への負荷を大きく減らした方法である。宮脇自身もこの方法を承認し、名誉顧問を務める非営利型一般社団法人Silvaの発案によるもので、「混植・密植方式植樹推進グループ」グループ長も努め、同法人と連名主催で植樹事業を推進している。
宮脇方式のミニ森林を設ける活動がオランダ、フランス、イギリスなど12か国で行われている。フランスでは2018年3月に騒音の低減、空気のろ過を目的にパリにミニ森林が初めて設置された。

### 略年譜
- 1928年（昭和 3年） - 岡山県川上郡成羽町（現・高梁市成羽町）で生まれる。
- 1945年（昭和20年） - 東京農林専門学校（現：東京農工大学）入学、1949年 卒業
- 1952年（昭和27年） - 広島文理科大学（現：広島大学）生物学科卒業
- 1958年（昭和33年） - 1960年（昭和35年）西ドイツ、シュトルツェナウの国立植生図研究所(独: Bundesanstalt für Vegetationskartierung )[10]で、ラインホルト・チュクセン（ドイツ語版）（独: Reinhold Tüxen）の下で学ぶ。
- 1961年（昭和36年） - 「日本列島の水田植生の群落学的研究並びに中部欧州との比較考察」[11]で広島文理科大学理学博士、横浜国立大学講師
- 1962年（昭和37年） - 同助教授

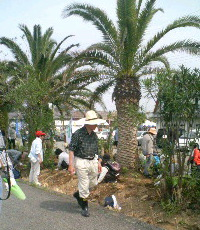
紀伊田辺で潜在自然植生による植樹を指導する宮脇昭(2007年)

- 1970年（昭和45年） - 毎日出版文化賞受賞（「植物と人間」）
- 1973年（昭和48年） - 横浜国立大学環境科学研究センター教授
- 1985年（昭和60年） - 同センター長
- 1991年（平成 3年） - 1990年度朝日賞受賞（「日本植生誌」）[12]
- 1992年（平成 4年） - 紫綬褒章受章
- 1993年（平成 5年） - 横浜国立大学定年退官、名誉教授、（財）国際生態学センター研究所長（現（財）地球環境戦略研究機関国際生態学センター長）
- 2000年（平成12年） - 勲二等瑞宝章叙勲
- 2006年（平成18年） - 旭硝子財団からブループラネット賞を受賞
- 2014年（平成26年） - 第5回KYOTO地球環境の殿堂入り
- 2014年（平成26年） - フォーリン・ポリシー誌の「2014 Leading Global Thinkers」に選ばれる[13]。
- 2015年（平成27年） - 後藤新平の会から第9回後藤新平賞を受賞[14]
- 2021年 （令和3年）- 死去。93歳没。

## 著作物

### 単著
- 『植物と人間 生物社会のバランス』NHKブックス、1970年
- 『人類最後の日 自然の復讐』筑摩書房 ちくま少年図書館、1972年
- 『生きものの条件 植物生態学の立場から』柏樹社・柏樹新書、1976年
- 『緑の証言 滅びゆくものと生きのびるもの』東京書籍・東書選書、1983年
- 『森はいのち エコロジーと生存権』有斐閣（人権ライブラリイ）、1987年
- 『緑回復の処方箋 世界の植生からみた日本』朝日選書、1991年
- 『緑環境と植生学 鎮守の森を地球の森に』NTT出版、1997年
- 『森よ生き返れ』大日本図書(ノンフィクション・ワールド) 1999年
- 『いのちを守るドングリの森』集英社新書、2005年
- 『苗木三〇〇〇万本いのちの森を生む』日本放送出版協会、2006年
- 『木を植えよ!』新潮選書、2006年
- 『森が泣いている 森は地球のたからもの 1』ゆまに書房、2007年
- 『森は生命の源 森は地球のたからもの 2』ゆまに書房、2008年
- 『森の未来 森は地球のたからもの 3』ゆまに書房、2008年
- 『地球環境へのまなざし あなたとあなたの愛する人のために NHKシリーズ こころをよむ』日本放送出版協会、2008年。放送テキスト
- 『いのちの未来』サンガ、2009年
- 『三本の植樹から森は生まれる 奇跡の宮脇方式』祥伝社 ポケットヴィジュアル、2010年
- 『4千万本の木を植えた男が残す言葉』河出書房新社、2010年[15]
- 『瓦礫を活かす「森の防波堤」が命を守る 植樹による復興防災の緊急提言』学研新書、2011年
  - 増補新版『瓦礫を活かす森の防波堤』学研パブリッシング、2013年
- 『「森の長城」が日本を救う 列島の海岸線を「いのちの森」でつなごう!』河出書房新社 2012年
- 『森の力－植物生態学者の理論と実践』講談社現代新書、2013年
- 『人類最後の日 生き延びるために、自然の再生を』藤原書店、2015年
- 『見えないものを見る力 「潜在自然植生」の思想と実践』藤原書店、2015年
- 『東京に「いのちの森」を！』藤原書店、2018年
- 『いのちの森づくり――宮脇昭自伝』藤原書店、2019年

### 共著
- 『生きている植物の四季』北川政夫、誠文堂新光社、1958年
- 『尾瀬ケ原の植生 尾瀬ケ原湿原植生の生態学的研究』藤原一絵、国立公園協会、1970年
- 『公害-原点からの告発』宇井純、宮本憲一、講談社、1971年
- 『生きている森 ふるさとの森を考える』宮脇紀雄、文研出版「文研科学の読み物」 1975年
- 『鎮守の森』板橋興宗ほか、新潮社 2000年4月／新潮文庫、2007年／増補・中公文庫、2024年
- 『あすを植える 地球にいのちの森を』毎日新聞「あしたの森」取材班、毎日新聞社、2004年9月
- 『森はあなたが愛する人を守る』池田明子、講談社、2009年
- 『次世代への伝言 自然の本質と人間の生き方を語る』池田武邦、地湧社、2011年
- 『水俣の海辺に「いのちの森」を』石牟礼道子、藤原書店、2016年

### 編著
- 『藤沢市の植生 都市環境保全に対する植物社会学的基礎研究』藤沢市生活環境部環境みどり課、1972年
- 『横浜市の植生 都市の環境保全とみどりの環境創造に対する植物社会学的研究』横浜市、1972年
- 『神奈川県の潜在自然植生神奈川県、1976年
- 『日本の植生』学習研究社、1977年4月
- 『日本植生誌』（全10巻、至文堂）、1980年-89年
- 『日本植物群落図説』奥田重俊共編著、至文堂、1990年2月

その他地方自治体の植生調査多数

### 翻訳
- 『植生地理学』シュミットヒューゼン（ドイツ語版）、朝倉書店、1968年、全国書誌番号:68004249
- 『図説エコロジー環境生態の百科』キース・リード[16]他、伊藤秀三共訳、小学館、1979年7月、全国書誌番号:79023945

## 映画
- 「森ウルフ 零零から愛を植える」（2012年7月14日公開）
- 「ノストラダムスの大予言 (映画)」（1974年公開 特別スタッフ）